# Best Part of Me
"Best Part of Me" é uma canção do cantor e compositor britânico Ed Sheeran, em colaboração com a cantora norte-americana Yebba. Seu lançamento ocorreu em 5 de julho de 2019, por intermédio da Asylum Records e Atlantic Records, servindo como o quarto single do álbum No.6 Collaborations Project (2019).

## Antecedentes
Em relação a trabalhar com Yebba, Sheeran afirmou: "Eu amei fazer esta canção. Yebba é fenomenal e grandiosa." Em 4 de julho de 2019, Sheeran revelou a data de lançamento da canção, que seria publicada ao lado de "Blow".
Segundo Mike Nied, do Idolator, "A canção "Best Part of Me" é uma balada romântica que constrói, ao longo do tempo, um coro adorável." Rob Arcand, da revista Spin, escreveu que a canção era "mais calma", em relação a "I Don't Care"..

## Créditos
Os créditos foram adaptados do Tidal.
- Ed Sheeran – vocais, composição, produção, baixo, violão
- Yebba – vocais, composição
- Benny Blanco – composição, produção, teclados
- Joe Rubel – produção, engenharia de áudio, teclados
- Pino Palladino – baixo
- Chris Sclafani – engenharia de áudio
- Gosha Usov – engenharia de áudio
- Thomas Bartlett – teclados
- Stuart Hawkes – masterização
- Mark "Spike" Stent – mixagem
- Matt Wolach – mixagem
- Michael Freeman – mixagem

## Histórico de lançamento
| Região | Data               | Formato                    | Gravadora       |
| ------ | ------------------ | -------------------------- | --------------- |
| Mundo  | 5 de julho de 2019 | Download digital streaming | Asylum Atlantic |